# Parafia św. Andrzeja Apostoła w Tokarach Pierwszych
Parafia św. Andrzeja Apostoła w Tokarach Pierwszych – rzymskokatolicka parafia położona w południowej części powiatu tureckiego. Administracyjnie należy do diecezji włocławskiej (dekanat dobrski). 
W skład parafii wchodzą miejscowości: Chocim, Gozdów, Kawęczyn, Krzyżówki, Marianów, Milejów, Myszkowice, Okręglica, Olendry, Pacht, Podarek, Siewieruszki, Tokary Pierwsze, Tokary Drugie, Wojciechów oraz Żdżary.

## Duszpasterze
- proboszcz: ks. Antoni Janicki (od 1998)

## Kościoły
- kościół parafialny: Kościół św. Andrzeja Apostoła w Tokarach Pierwszych
- kaplica filialna: Kaplica Matki Boskiej Różańcowej i św. Maksymiliana Marii Kolbe w Kawęczynie

## Historia
Parafia Tokary została erygowana pod koniec XV wieku. Fundatorem pierwszego kościoła pod wezwaniem św. Andrzeja Apostoła i 11 Tysięcy Dziewic był ówczesny właściciel Tokar Józef Konopnicki. Na terenie parafii znajdowała się szkoła, szpital oraz majątek ziemski. Ludność wynosiła w roku 1533 zaledwie 256 osób. Drugi kościół parafialny pod wezwaniem św. Andrzeja Apostoła i św. Anny, został wystawiony w 1679 roku przez Tomasza Kwiatkowskiego – właściciela majątku Tokary. Konsekrowany rok później przez biskupa Stawowskiego – sufragana gnieźnieńskiego, spalił się od pioruna w 1843 roku. Przez następne osiemnaście lat, nabożeństwa odprawiane były w tymczasowej kaplicy. W roku 1754 liczba parafian wzrosła do ponad 1000.
Obecny, murowany, neogotycki, pod wezwaniem św. Andrzeja, św. Antoniego i św. Anny, został zbudowany w latach 1858–1861 staraniem ówczesnej dziedziczki Gozdowa. W dniu 26 października 1861 roku poświęcił go ks. Antoni Ojrzanowski – prałat kapituły kaliskiej. Kościół konsekrował 26 października 1882 bp Jan Michał Marszewski – ordynariusz diecezji kujawsko-kaliskiej. Od 1994 roku parafia należy do dekanatu dobrskiego. Obecnym proboszczem jest ks. Antoni Janicki, pełniący jednocześnie obowiązki wojewódzkiego kapelana Związku OSP RP. Msze w niedzielę o godzinie 8.30, 10.00 (kaplica) oraz 11.30. 